# Sepiola
Sepiola (лат.) — род головоногих моллюсков из семейства сепиолиды (Sepiolidae). Длина мантии 2,1 до 2,6 см. Обитают в водах Тихого, Атлантического и Индийского океанов. Они безвредны для человека, вид Sepiola rondeletii является объектом промысла.

## Классификация
На август 2023 года в род включают 10 видов:
- Sepiola affinis Naef, 1912
- Sepiola atlantica d’Orbigny, 1842
- Sepiola boletzkyi Bello & Salman, 2015
- Sepiola bursadhaesa Bello, 2013
- Sepiola intermedia Naef, 1912
- Sepiola robusta Naef, 1912
- Sepiola rondeletii Leach, 1817
- Sepiola rossiaeformis Pfeffer, 1884
- Sepiola steenstrupiana Levy, 1912
- Sepiola tridens de Heij & Goud, 2010